# It's Five O'Clock (singolo)
It's Five O'Clock è un brano musicale inciso nel 1969 dagli Aphrodite's Child e facente parte sia dell'album omonimo che dell'album eponimo del gruppo. Autori del brano sono Vangelis e Richard Francis.
Il singolo uscì su etichetta Mercury Records e fu prodotto dagli Aphrodite's Child e da Gerard Fallec.

## Testo
(It's Five O'Clock  (1969))
Il testo parla di un uomo che mentre passeggia per strada alle 5 del mattino, ripensa alla propria vita e a quanto sia cambiato.

## Tracce
45 giri originale
1. It's Five O'Clock – 3:28
2. Funky Mary – 4:11

## Classifiche
| Classifica  | Posizione massima | Nr. di settimane |
| ----------- | ----------------- | ---------------- |
| Francia     | 177               | 1                |
| Italia      | 1                 |                  |
| Paesi Bassi | 11                | 5                |
| Svizzera    | 6                 | 5                |

## Cover
Una cover del brano è stata incisa dai seguenti artisti (in ordine alfabetico):
- Franco Battiato (2008)
- Johan (1996)
- Milva (versione in tedesco intitolata Kennst du das auch?[1])